# Jandun
Jandun ist eine französische Gemeinde mit 304 Einwohnern (Stand: 1. Januar 2022) im Département Ardennes in der Region Grand Est (bis 2015 Champagne-Ardenne). Sie gehört zum Arrondissement Charleville-Mézières und zum Kommunalverband Crêtes Préardennaises. Die Bewohner werden Jandunois genannt.

## Geografie
Die Gemeinde Jandun liegt an den südlichen Ausläufern der Ardennen an der oberen Vence, etwa 17 Kilometer südwestlich von Charleville-Mézières und etwa 30 Kilometer westsüdwestlich von Sedan. Zum Gemeindegebiet gehören die Ortsteile Les Poteries und Ferme aux Corbeaux. Umgeben wird Jandun von den Nachbargemeinden Thin-le-Moutier, Fagnon und Gruyères im Norden, Barbaise im Osten, Raillicourt im Südosten, Villers-le-Tourneur und Neuvizy im Süden sowie Launois-sur-Vence im Westen.

## Bevölkerungsentwicklung
| Jahr      | 1962 | 1968 | 1975 | 1982 | 1990 | 1999 | 2006 | 2014 | 2021 |
| Einwohner | 219  | 230  | 206  | 230  | 242  | 235  | 255  | 280  | 302  |

Im Jahr 1836 wurde mit 878 Bewohnern die bisher höchste Einwohnerzahl ermittelt. Die Zahlen basieren auf den Daten von cassini.ehess und INSEE.

## Sehenswürdigkeiten
- Kirche Notre-Dame aus dem 12. und 13. Jahrhundert mit Fresken aus dem 19. Jahrhundert, einem Barockaltar, einigen geschnitzten Kapitellen sowie Buntglasfenster und Statuen im Innenraum
- Monumentalkreuz vor der Kirche, Monument historique seit 1963[3]
- Kriegerdenkmal

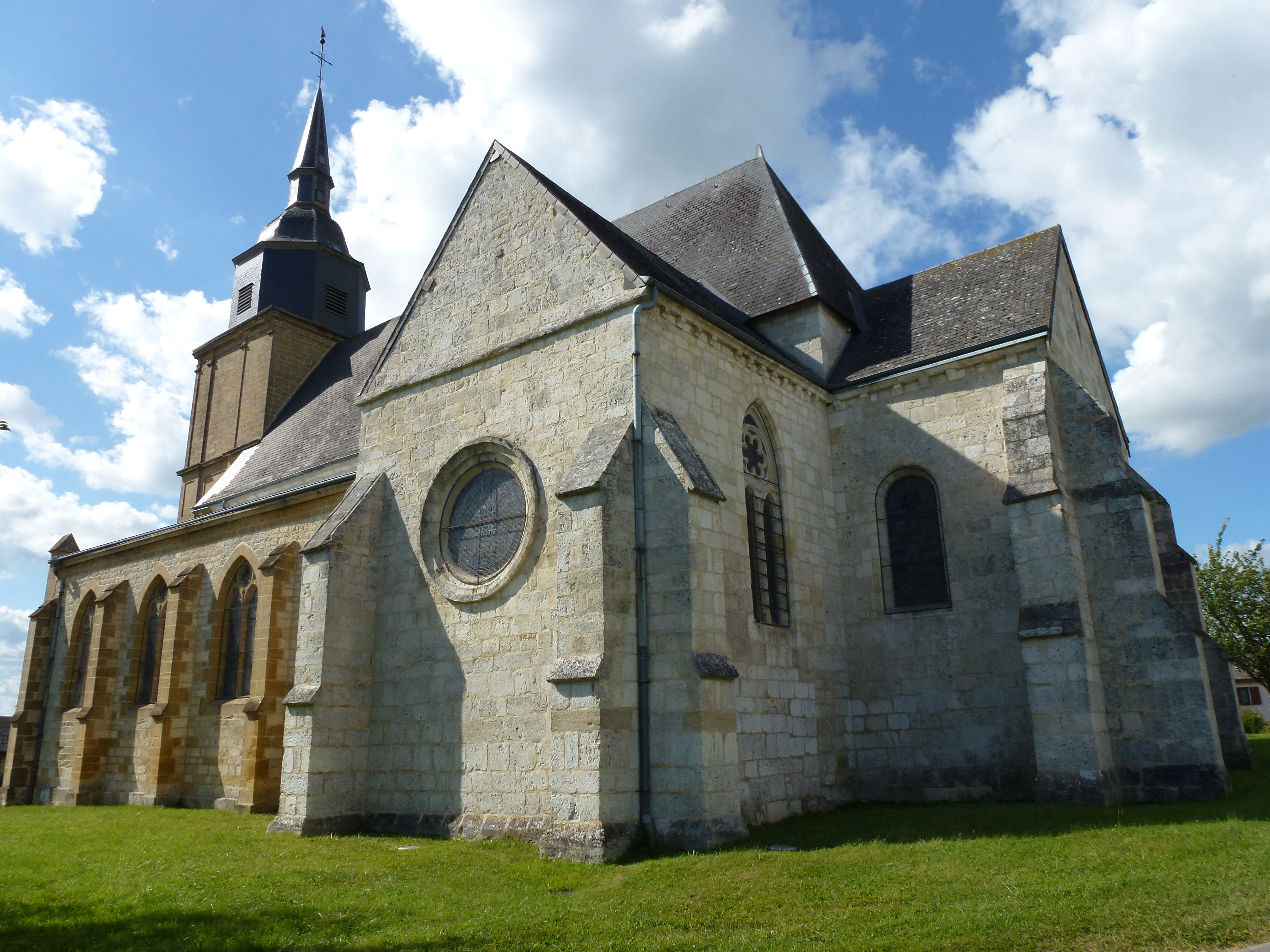
Kirche Notre-Dame
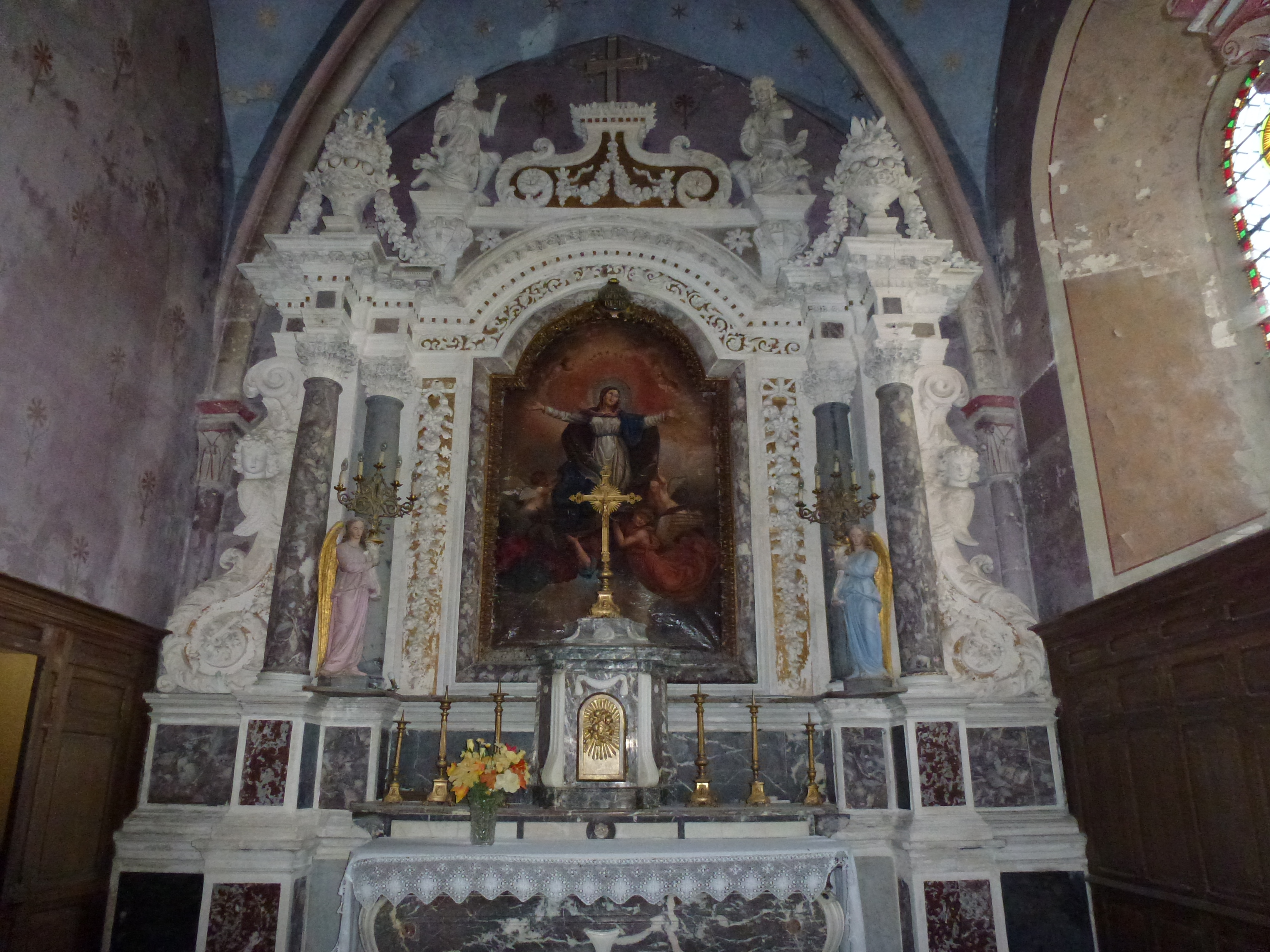
Barockaltar in der Kirche Notre-Dame
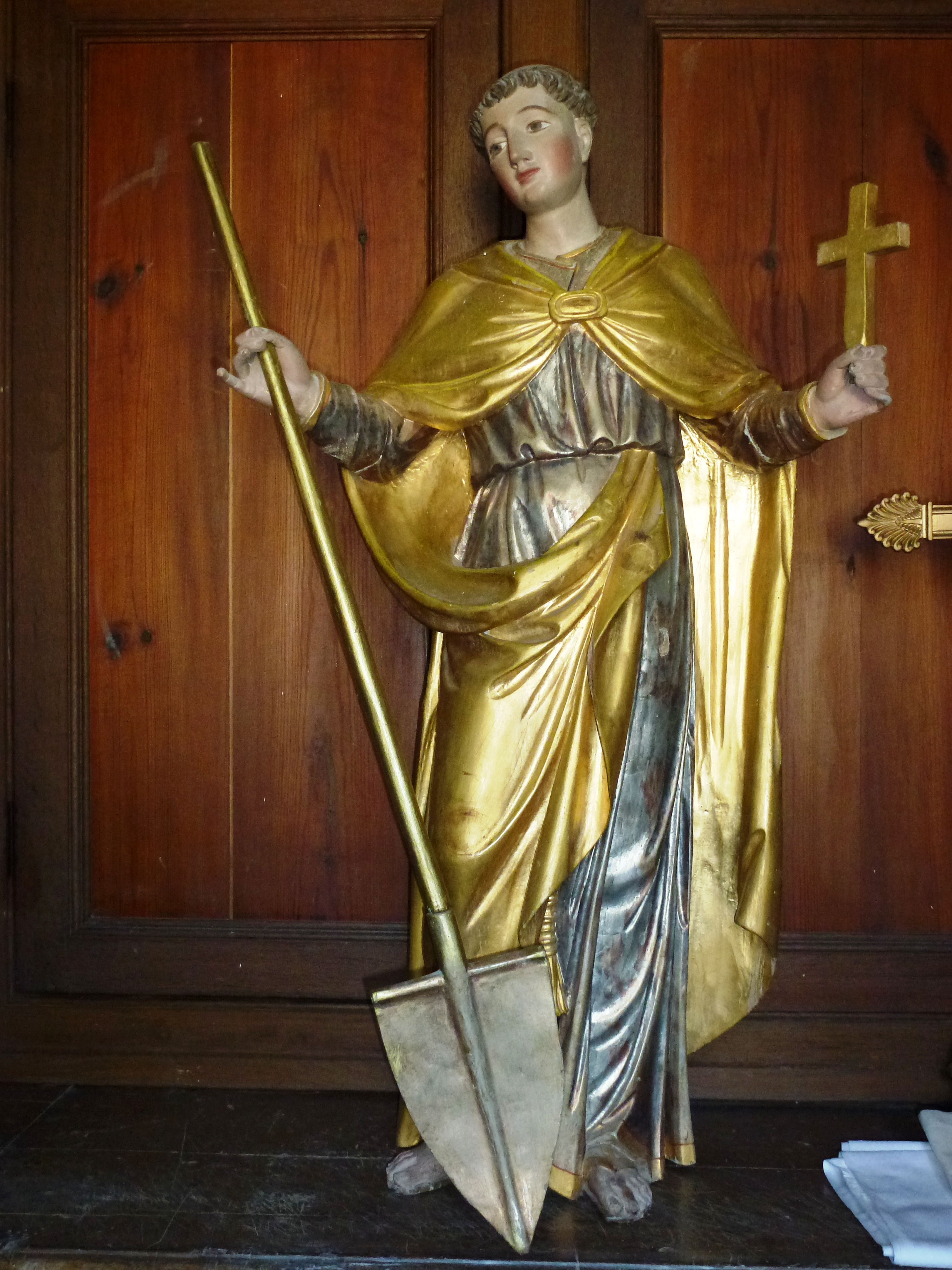
Saint-Fiacre-Statue in der Kirche Notre-Dame
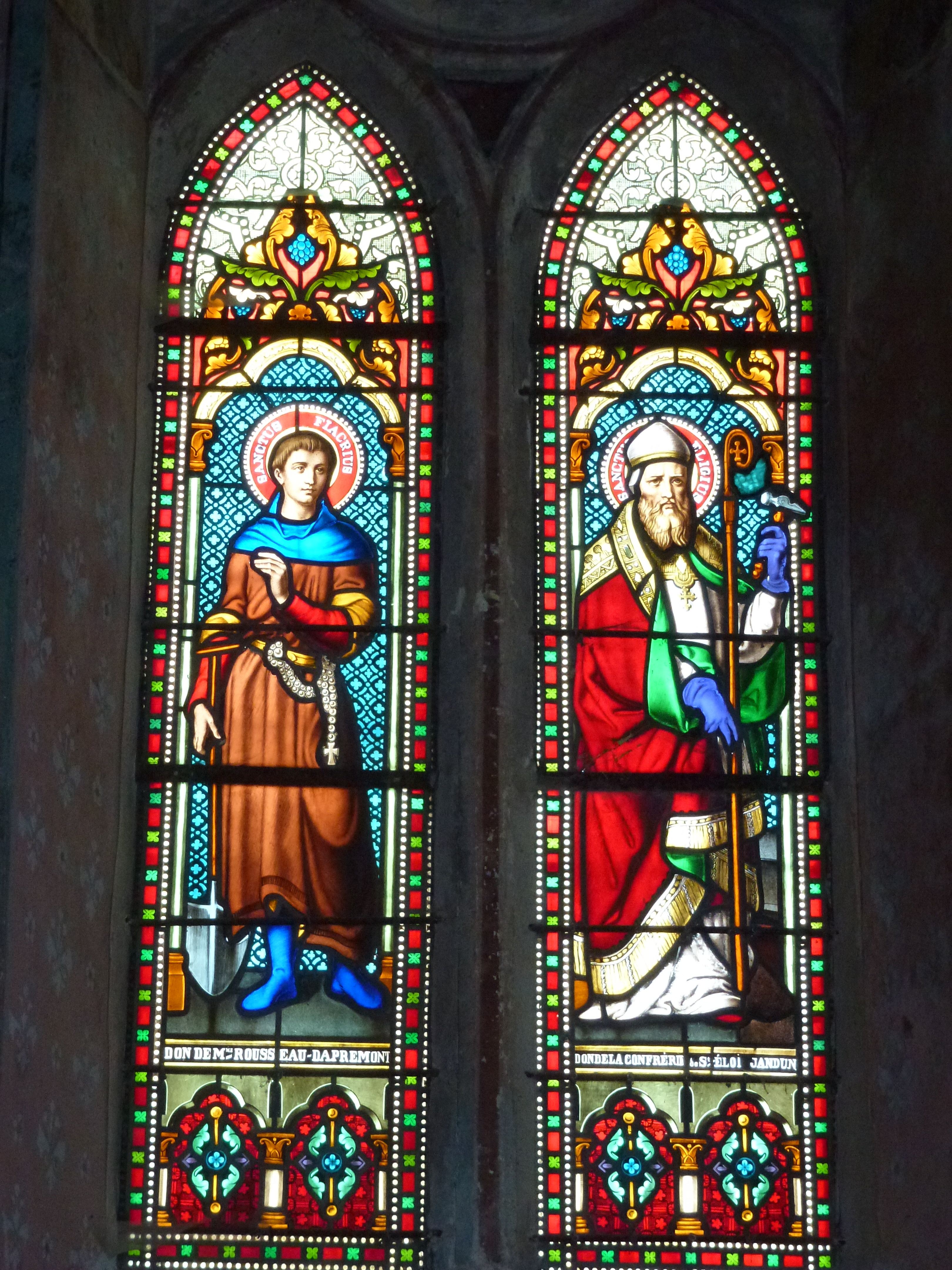
Glasfenster der Kirche Notre-Dame
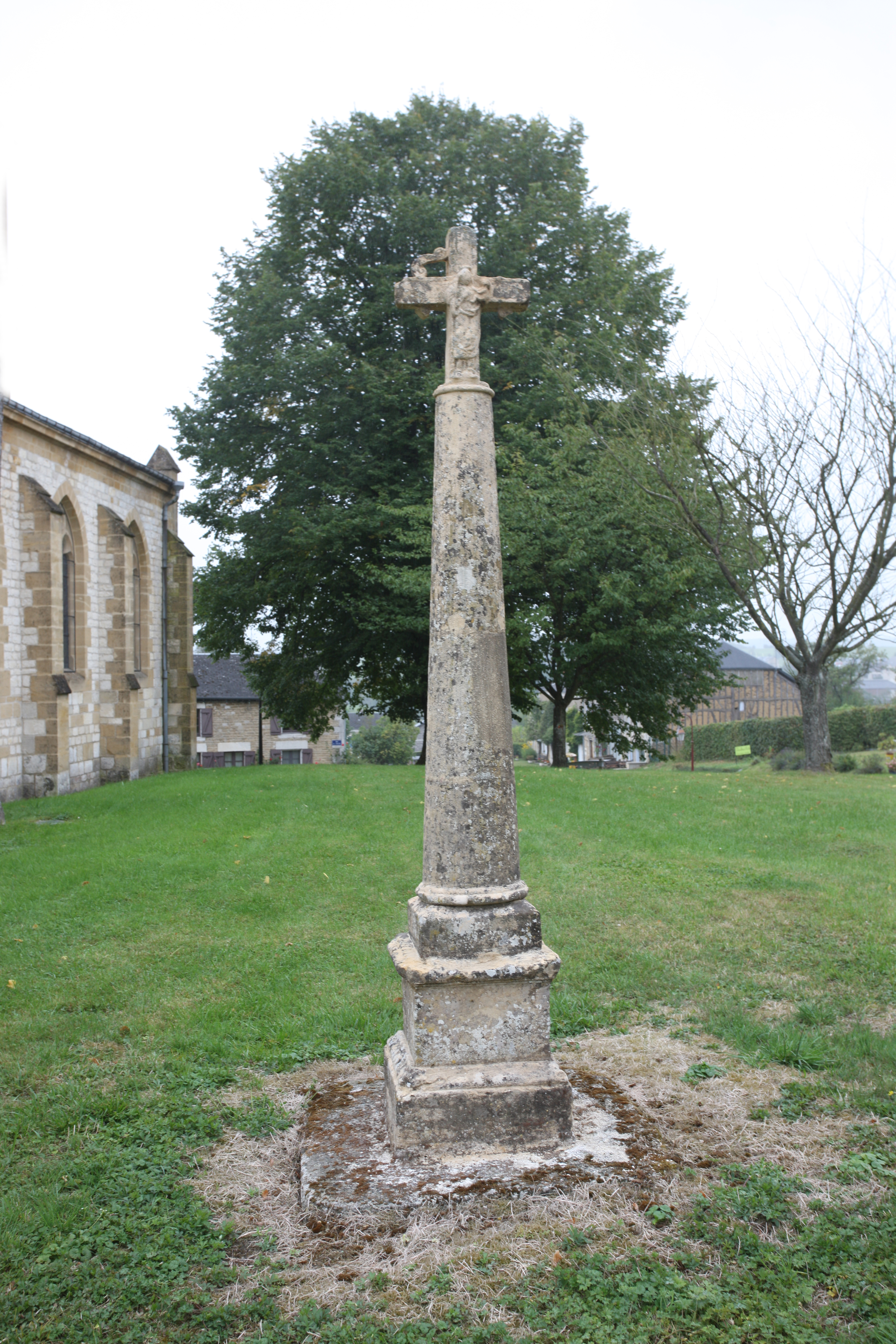
Monumentalkreuz vor der Kirche
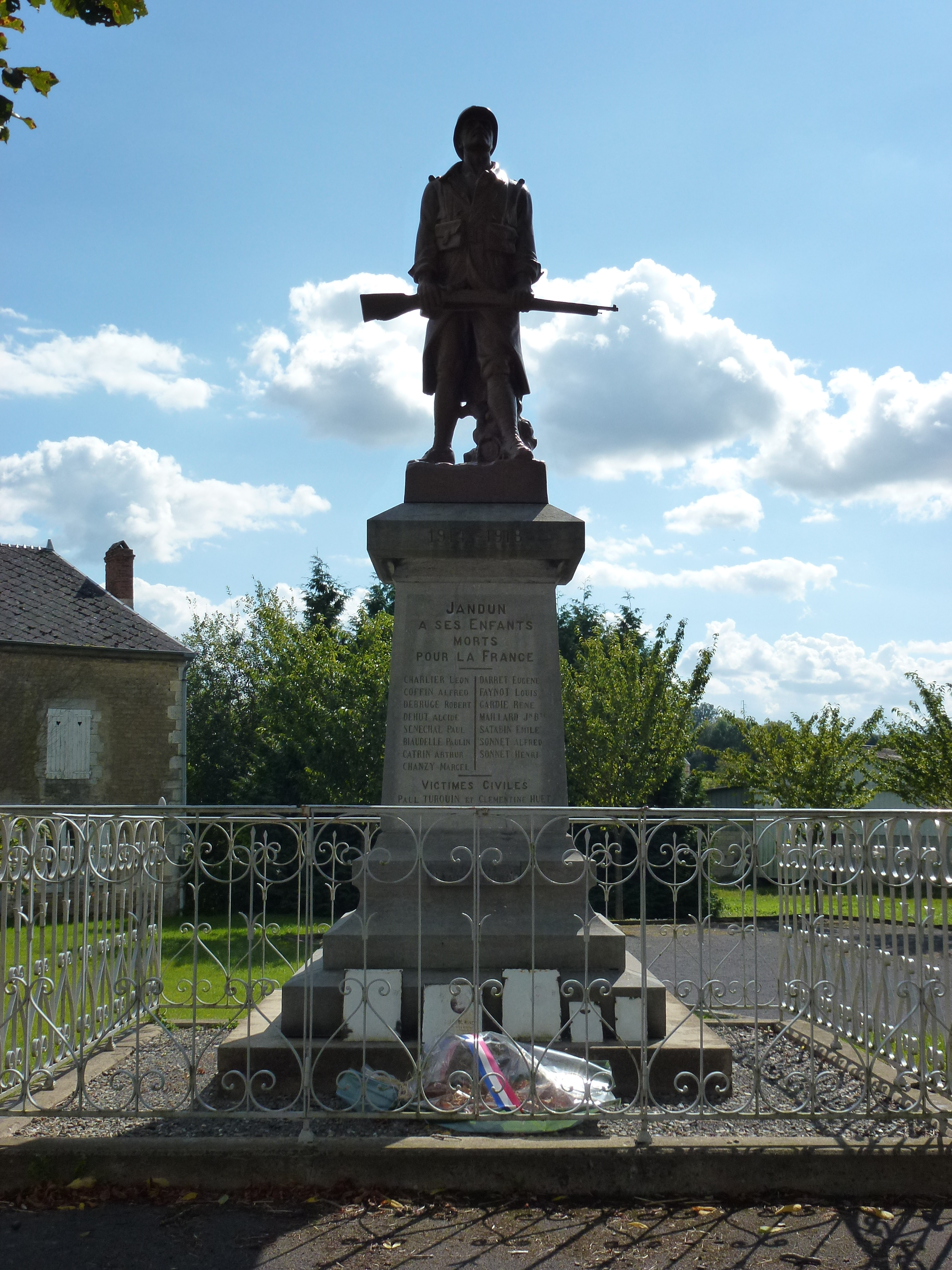
Kriegerdenkmal
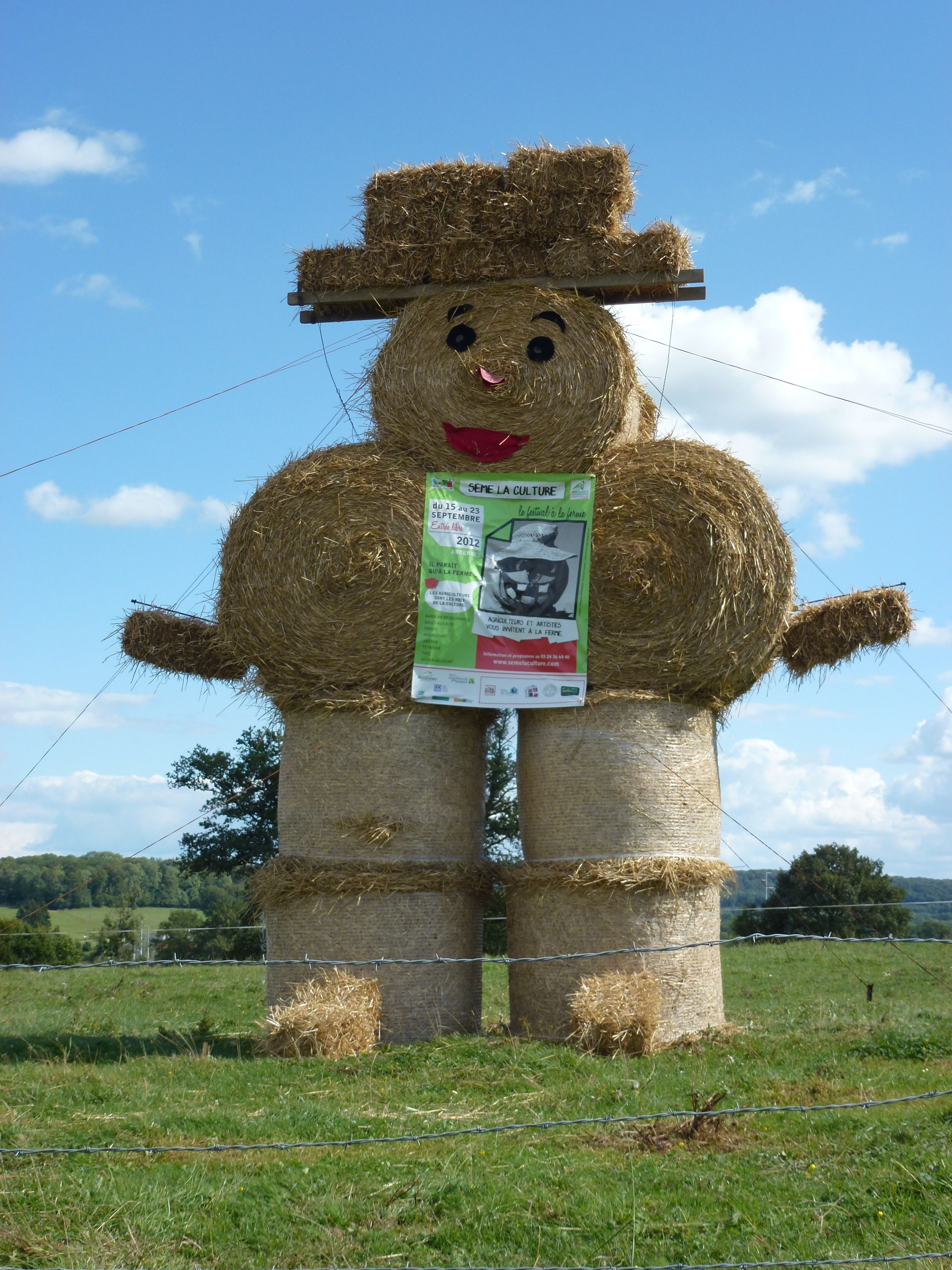
Strohpuppe zum Erntefest 2012

## Wirtschaft und Infrastruktur
Jandun ist in Teilen ländlich geprägt. In der Gemeinde sind 13 Landwirtschaftsbetriebe ansässig (Getreide- und Gemüseanbau, Pferde- und Rinderzucht).
Durch die Gemeinde Jandun führen die Fernstraßen D3 von Launois-sur-Vence nach Charleville-Mézières und D35 von Launois-sur-Vence nach Poix-Terron. Im sechs Kilometer entfernten Poix-Terron besteht ein Anschluss an die Autoroute A34 (Reims–Sedan). Hier befindet sich auch der nächste Bahnhof an der Bahnstrecke Soissons–Givet.

## Persönlichkeiten
- Johann von Jandun (zwischen 1280 und 1290–1328), averroistischer Philosoph, Theologe und politischer Theoretiker, geboren zwischen 1280 und 1290 in Jandun
- Jacques Égide Duhan de Jandun (1685–1746), Erzieher Friedrichs des Großen und später braunschweigischer Bibliothekar in Blankenburg sowie preußischer Geheimrat im Amt für Auswärtiges (Legationsrat) in Berlin, geboren am 14. März 1685 in Jandun

## Belege
1. ↑  Jandun auf cassini.ehess
2. ↑  Jandun auf INSEE
3. ↑  Monumentalkreuz in der Base Mérimée des Kulturministeriums. Abgerufen am 2. November 2018 (französisch).
4. ↑  Landwirtschaftsbetriebe auf annuaire-mairie.fr (französisch)